# Amegilla elephas
Amegilla elephas es una especie de abeja excavadora perteneciente al género Amegilla, categorizada en la tribu Anthophorini, de la subfamilia Apinae.
Fue descrita científicamente por Lieftinck en 1944. Aparece registrada y publicada en una sección de Discover Life bee species guide and world checklist (Hymenoptera: Apoidea: Anthophila) de Ascher, J. S. y J. Pickering de 2020.

## Distribución
Se distribuye por Asia, en Malasia.